# Lophodermium licualae
Lophodermium licualae är en svampart som beskrevs av J. Fröhl. & K.D. Hyde 2000. Lophodermium licualae ingår i släktet Lophodermium och familjen Rhytismataceae.   Inga underarter finns listade i Catalogue of Life.